# Pařížská škola

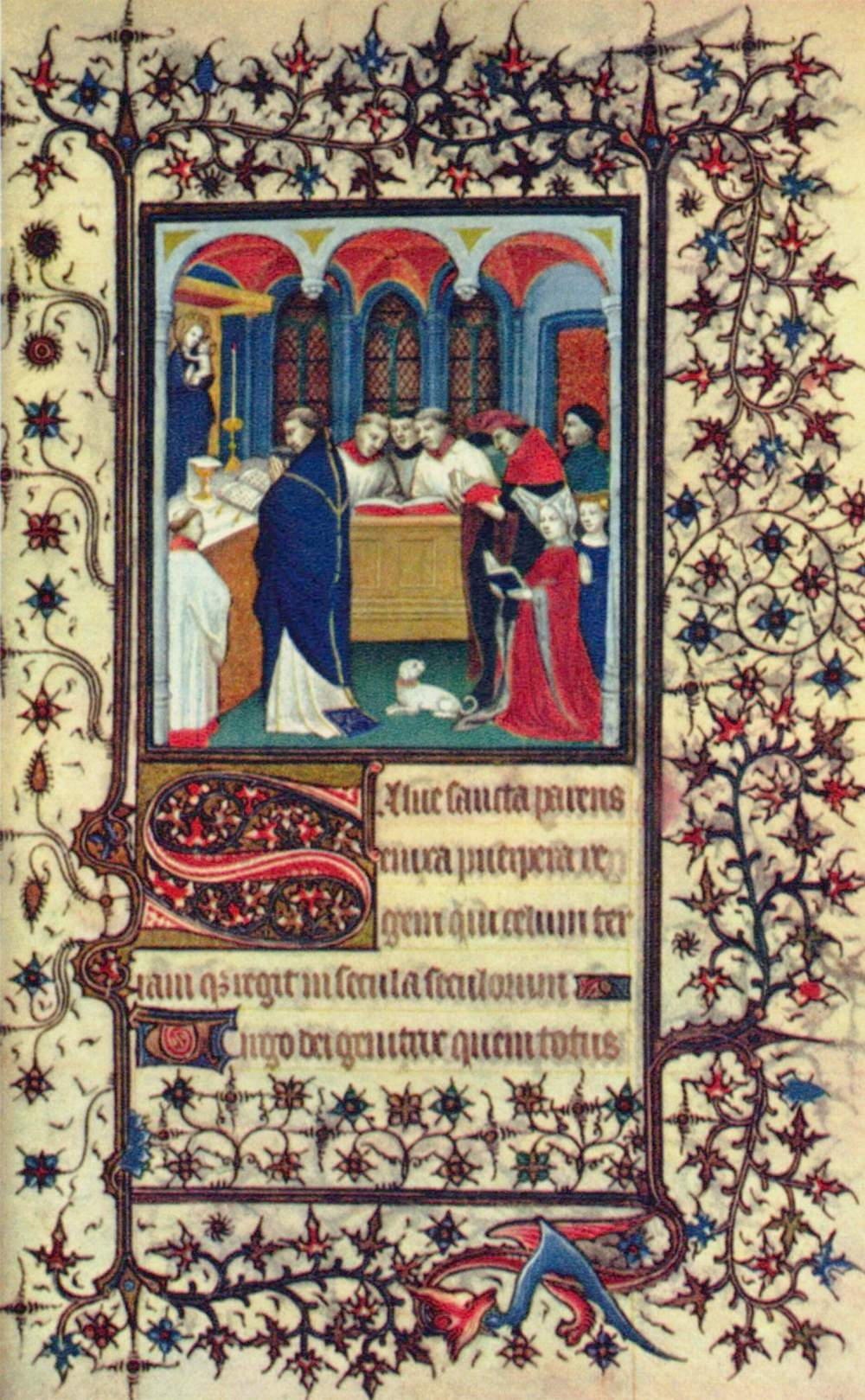
Miniatura Dáma na mši v knize hodinek (1410-1415)

Pařížská škola (francouzsky École de Paris) je označení pro různé skupiny umělců, kteří v minulosti působili v Paříži. Jedná se jednak o skupinu středověkých iluminátorů, dále o skupinu umělců v Paříži před první světovou válkou, obdobnou skupinu v meziválečném období a rovněž skupinu novodobých malířů po druhé světové válce.

## Středověká pařížská škola
Jako středověká École de Paris je označováno množství iluminátorů, jejichž identita je povětšinou neznámá, a kteří učinili z Paříže významné evropské centrum knižních maleb v celém románském a gotickém období a též pro určitý čas v období renesance. Nejznámějšími umělci této doby byli Jean Pucelle (kolem 1300–1334) a Jean Fouquet. K této škole se řadí také bratři z Limburka, kteří pocházeli původně z Nizozemí, ale mnoho času strávili i v Paříži. Nicméně jejich styl nebyl typický pro pařížskou školu té doby.

## Moderní pařížská škola

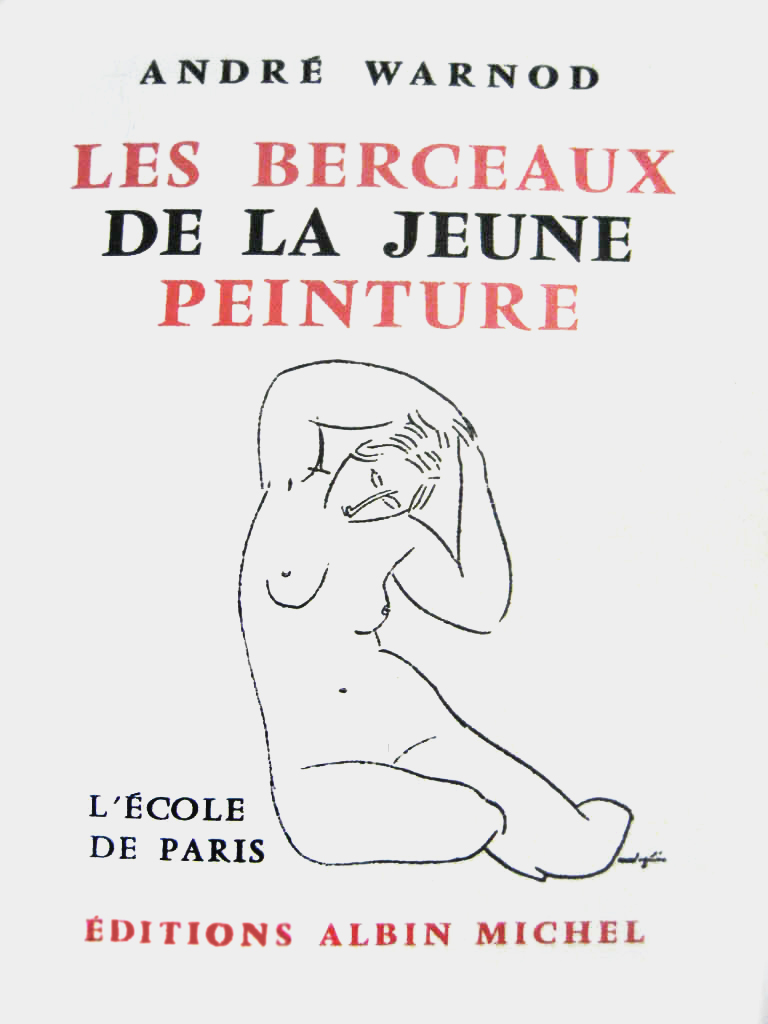
Abdré Warnod, Les berceaux de la jeune peinture, Paris 1925

Oproti jiným uměleckých směrům označovaných jako škola, nemá moderní École de Paris žádný sjednocující prvek a je chápána jako celkové označení pro kulturní centrum, které se vytvořilo v Paříži koncem 19. století a v 1. polovině 20. století. Pařížská kulturní scéna tohoto období byla formována mnohdy umělci, kteří nepocházeli přímo z Francie. K nim se v první řadě počítají Pablo Picasso, Juan Gris a Amedeo Modigliani, z francouzských umělců pak Henri Matisse, André Derain a Georges Braque. Dalšími významnými umělci té doby působícími v Paříži byli Marc Chagall, Giorgio de Chirico, Kees van Dongen, Max Ernst, Joan Miró a Piet Mondrian a Francouz Pierre Bonnard.
V období před rokem 1900 převládal v Paříži impresionismus, postimpresionismus a secese, mezi lety 1901–1914 dominovali fauvismus a kubismus. Expresivnější zaměření se nalézají v díle Georgese Rouaulta a v raném Picassově období.
Mnozí z nich po první světové válce pokračovali v tvorbě v Paříži až do vypuknutí druhé světové války. K nim nově přibyli také Hans Arp, Robert Delaunay, Sonia Delaunay, Constantin Brâncuși, Raoul Dufy, René Iché, Arthur Kolnik, Tsuguharu Foujita nebo Chaïm Soutine. V této době se objevuje rovněž dadaismus a po roce 1925 surrealismus.

## Nová pařížská škola
Po druhé světové válce až zhruba do roku 1960 se jako nová pařížská škola (Nouvelle École de Paris) nebo též druhá pařížská škola označuje skupina soudobých malířů, kteří se věnovali především abstraktnímu malířství. Tuto Nouvelle École de Paris tvořila nijak pevně organizovaná skupina malířů Jean Dubuffet, Pierre Soulages, Nicolas de Staël, Hans Hartung, Serge Poliakoff, Bram van Velde, Georges Mathieu, Jean René Bazaine, Alfred Manessier, Jean Le Moal a Gustave Singier. K nim patřili další umělci, kteří však působili více umělecky samostatně jako Arnold Fiedler, Nicolas de Staël, Maria Helena Vieira da Silva, Raoul Ubac, Wols, francouzsko-čínský umělec Zao Wou-Ki nebo členové skupiny CoBrA. Mnozí tito umělci byli zástupci lyrické abstrakce a tachismu, takže se často Nouvelle École de Paris používá jako synonymum pro tachismus.
École de Paris bylo rovněž označení pro sérii výstav moderního umění v Paříži. K nejvýznamnějším patří výstava École de Paris 1957 v galerii Charpentier. Této výstavy se účastnilo přes 150 umělců, mezi jinými Hans Hartung, Roger Bissière, Édouard Pignon, Gustave Singier, Pierre Soulages, Jean Carzou, Roger Chapelain-Midy a mnozí další.